# Бойчук Андрій Михайлович
Андрій Миха́йлович Бойчу́к (нар. 15 квітня 1976, Івано-Франківськ) — громадський активіст, один з керівників Федерації Кйокушінкай-карате України, голова Івано-Франківської ОДА в 2020—2021 роках.

## Життєпис
У березні 1994 — серпні 1996 року — оператор АЗС ВАТ «Івано-Франківськ нафтопродукт». У вересні 1996 — вересні 2000 року — оператор АЗС ТзОВ «Доброцвіт».
У 1995—2000 роках — навчання в Івано-Франківському технічному університеті нафти й газу за спеціальністю «Газонафтопроводи та газонафтосховища», інженер-механік. Енергетичний аудит при Одеському політехнічному університеті.
У вересні 2000 — травні 2001 року — монтажник 4-го розряду колективного підприємства «Універсал». У червні — серпні 2001 року — монтажник 4-го розряду колективного підприємства «Сігма-С».
У серпні 2001 — березні 2002 року — оператор котельні 4-го розряду, в березні 2002 — лютому 2006 року — машиніст технологічних компресорів 4-го розряду компресорної станції «Тарутине» Одеського лінійного виробничого управління магістральних газопроводів управління магістральних газопроводів «Прикарпаттрансгаз» ПАТ «Укртрансгаз» НАК «Нафтогаз» України (місто Тарутине Одеської області).
У лютому — липні 2006 року — інженер електрохімічного захисту, в липні 2006 — лютому 2010 року — інженер компресорних станцій і лінійно-експлуатаційної служби Одеського лінійного виробничого управління магістральних газопроводів управління магістральних газопроводів «Прикарпаттрансгаз» ПАТ «Укртрансгаз» НАК «Нафтогаз» України в місті Одесі.
У лютому 2010 — листопаді 2011 року — інженер 2 категорії лабораторії технічної діагностики Івано-Франківського технічного центру науково-виробничого центру технічної діагностики «Техдіагаз» ПАТ «Укртрансгаз» НАК «Нафтогаз» України в місті Івано-Франківську.
У листопаді 2011 — червні 2014 року — провідний інженер Департаменту капітального будівництва, ремонтів та МТП Управління планування, підготовки та фінансування ремонтів відділу підготовки та супроводження ремонтів ПАТ «Укртрансгаз» НАК «Нафтогаз» України в місті Києві. У 2013—2014 роках — сотник 37-ї сотні Самооборони Майдану.
У червні 2014 року — помічник міністра енергетики та вугільної промисловості України (відділ забезпечення діяльності міністра Управління забезпечення діяльності міністра) в Києві.
У червні 2014 — квітні 2015 року — директор Департаменту з питань функціонування та реформування нафтогазового сектору Міністерства енергетики та вугільної промисловості, безпосередньо займався питаннями реформування газотранспортної системи України.
З квітня 2015 до січня 2016 року — помічник народного депутата VIII скл. Андрія Парубія (радник з питань енергетичної безпеки та нафтогазового сектору).
З січня 2016 до грудня 2020 року тимчасово не працював. 2020 — заснував БФ «Центр волонтерських ініціатив».
З 26 грудня 2020 до 8 липня 2021 року — голова Івано-Франківської ОДА.

## Нагороди
- Орден «За мужність» ІІІ ст. (17.05.2019)[4]
- Орден «За мужність» 2 ст. ( 20.02.2025)
- Медаль УПЦ КП «За жертовність і любов до України»
- Медаль «За військову службу Україні»